# Neoeucirrhichthys maydelli
Neoeucirrhichthys maydelli es una especie de pez de la familia Cobitidae en el orden de los Cypriniformes.

## Morfología
• Los machos pueden llegar alcanzar los 3,6 cm de longitud total.

## Hábitat
Vive en zonas de clima tropical.

## Distribución geográfica
Se encuentran en Asia:  cuenca del río Brahmaputra en Assam (India) también, en Bangladés.